# Plinio Fraccaro
Plinio Fraccaro (Bassano del Grappa, 8 gennaio 1883 – Pavia, 1º novembre 1959) è stato uno storico italiano.

## Biografia
Nacque nella modesta famiglia di Maria Marostica e di Antonio Fraccaro, un falegname che nel 1897 emigrò in America senza più dare notizie di sé. Nel 1901 prese la maturità nel Liceo classico Antonio Canova di Treviso e, iscrittosi alla facoltà di lettere e filosofia dell'Università degli Studi di Padova, si laureò a pieni voti il 26 giugno 1905 con una tesi sul De gente populi Romani, uno scritto di Terenzio Varrone sulla preistoria romana, da lui ricostruito sulla base dei frammenti esistenti e pubblicato nel 1907.

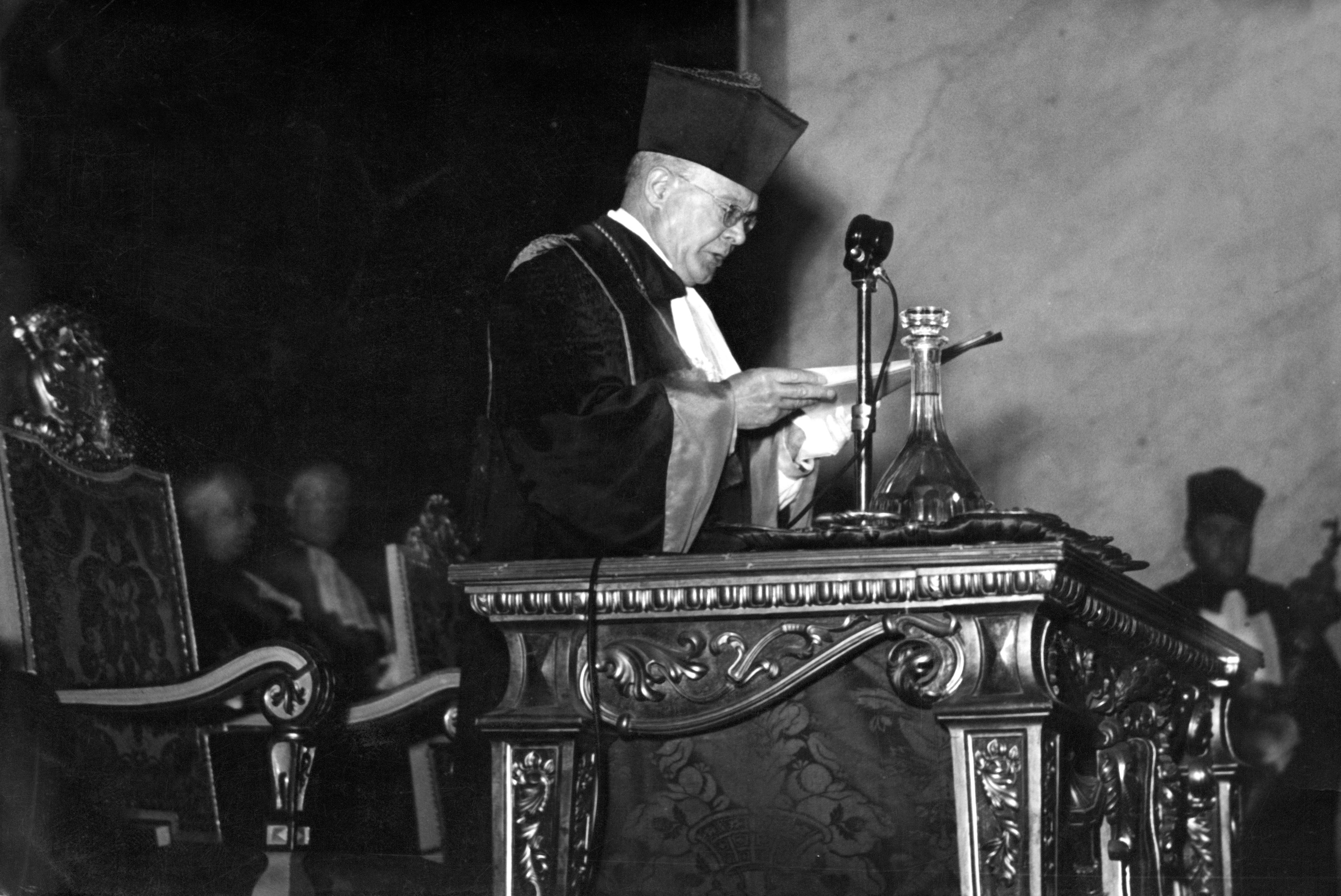
Fraccaro in toga mentre inaugura l'anno accademico 1949-1950

Dopo aver insegnato in Istituti tecnici di Padova, Mantova e Roma, dove conobbe storici e filologi classici quali Ettore Pais, Julius Beloch e Giorgio Pasquali, nel 1915 ottenne la cattedra straordinaria di Storia antica all'Università degli Studi di Pavia. Ritenne sempre che un professore universitario consapevole debba avere insegnato in ogni ordine di scuola. Personalmente leggeva senza alcuna difficoltà sia il greco antico che il latino e teneva come livres de chevet da leggere prima di addormentarsi gli storici classici. Nel 1919 divenne professore ordinario nella stessa Università, dove insegnò per tutta la vita, alternando i corsi sulle civiltà del Mediterraneo orientale, la Grecia, Roma. A lui si devono studi di fondamentale importanza sull'età dei Gracchi, sull'ordinamento centuriato, sul diritto e sulla storia militare di Roma antica.
Esperto di geografia e topografia, con Mario Baratta e con il geografo e cartografo Luigi Visintin, che ne fu il maggiore ideatore e redattore, lavorò agli atlanti geografici De Agostini di cui vennero pubblicate numerose edizioni. Antifascista, Fraccaro fu uno dei pochissimi docenti dell'ateneo pavese a non prendere la tessera del Partito Fascista, a costo di subire ripetute umiliazioni. Collaborò tuttavia all'Enciclopedia Italiana per la sezione "Antichità" diretta da Gaetano De Sanctis, per la quale scrisse 208 voci, spaziando nella storia di tutte le antiche civiltà del Mediterraneo.

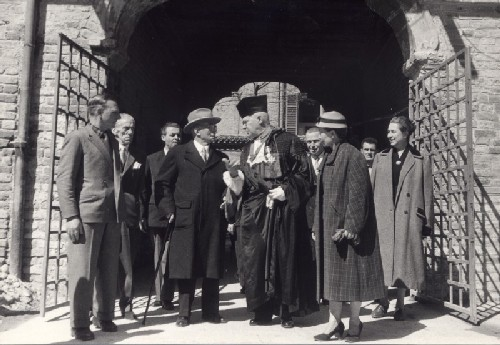
Luigi Einaudi e Plinio Fraccaro a Pavia, 13 aprile 1955

Diresse dal 1923 alla morte la rivista di storia e letteratura antica «Athenaeum», tra le poche del settore ad avere conservato indipendenza e autonomia editoriale. Dopo il 25 luglio 1943 venne nominato rettore dell'Università di Pavia fino al febbraio 1944 per tornare in carica dal 26 aprile 1945 fino alla morte. Fu anche consigliere comunale socialista di Pavia dal 1946 al 1951.
Nei quindici anni del suo rettorato alla promozione delle strutture collegiali (si batté per l'istituzione del primo collegio femminile laico dell'Università, il Collegio Castiglioni-Brugnatelli) e di forme di assistenza per gli studenti disagiati affiancò un rinnovamento e un ampliamento edilizio che l'ateneo non conosceva dall'età teresiana. In questa sua opera venne favorito dal carattere deciso, allegro ed estroverso, che gli permise di ottenere finanziamenti per le opere universitarie dagli industriali di Pavia e dintorni. Si occupò dello sviluppo culturale sia attraverso l'intelligente scelta degli insegnanti sia con la creazione di nuove cattedre di insegnamento in ambito scientifico e letterario.
Membro dell'Accademia dei Lincei, nel 1953 fu insignito della laurea honoris causa a Oxford.

Foto ufficiale: 19 luglio 1953

Furono suoi allievi Alfredo Passerini, Giacomo Devoto, Gianfranco Tibiletti, Dante Zanetti, Albino Garzetti, Giovanni Forni, Emilio Gabba, Lellia Cracco Ruggini.
A lui è intitolato il Collegio Plinio Fraccaro di Pavia.

## Il fondo librario

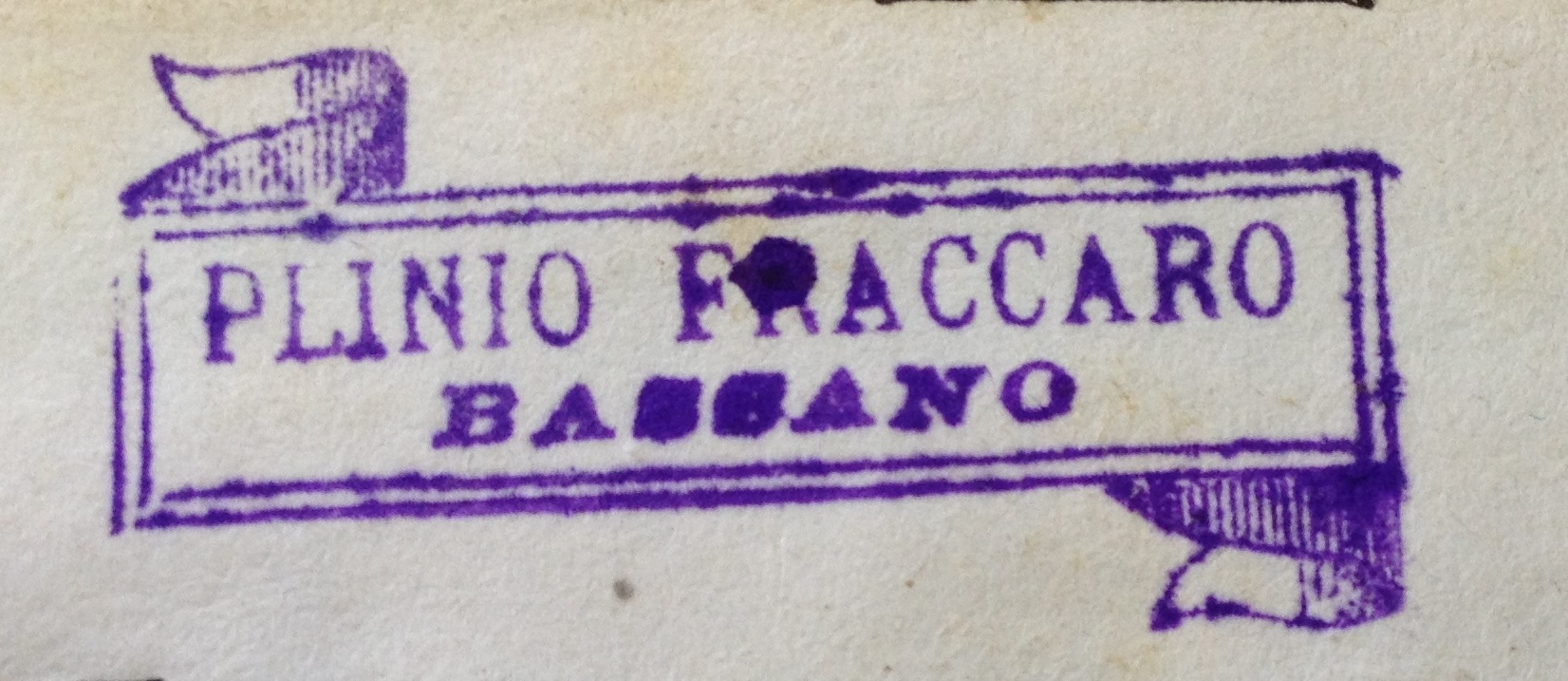
Timbro di Plinio Fraccaro, Bassano

Il fondo Plinio Fraccaro è conservato presso la Biblioteca di Studi Umanistici dell'Università di Pavia. Comprende circa 20.000 volumi monografici, tra cui oltre un migliaio di volumi antichi editi tra il Cinquecento e i primi decenni dell'Ottocento, circa 10.000 opuscoli e un'ampia raccolta di carte geografiche e topografiche, acquisiti formalmente dall'ateneo pavese nel 1963 dopo la morte di Fraccaro, docente di Storia romana nonché rettore dell'ateneo dal luglio 1943 al febbraio 1944 e, successivamente, dall'aprile 1945 sino alla morte, avvenuta il 1 novembre 1959.
Solo una parte del fondo è attualmente catalogata.

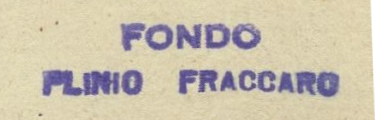
Timbro del Fondo Fraccaro, tipo 1

Appassionato studioso, bibliofilo e collezionista, nell'arco di cinquant'anni di attività scientifica ed accademica Fraccaro raccolse un significativo nucleo di opere sulla storia politica, amministrativa e sociale dell'età romana repubblicana, la storia e la storiografia antiche, la storia militare, la geografia e la topografia dell'Italia e del mondo romano, l'epigrafia, la numismatica, con un particolare interesse per lo studio dell'ambiente naturale e antropico dell'Italia e del mondo romano.

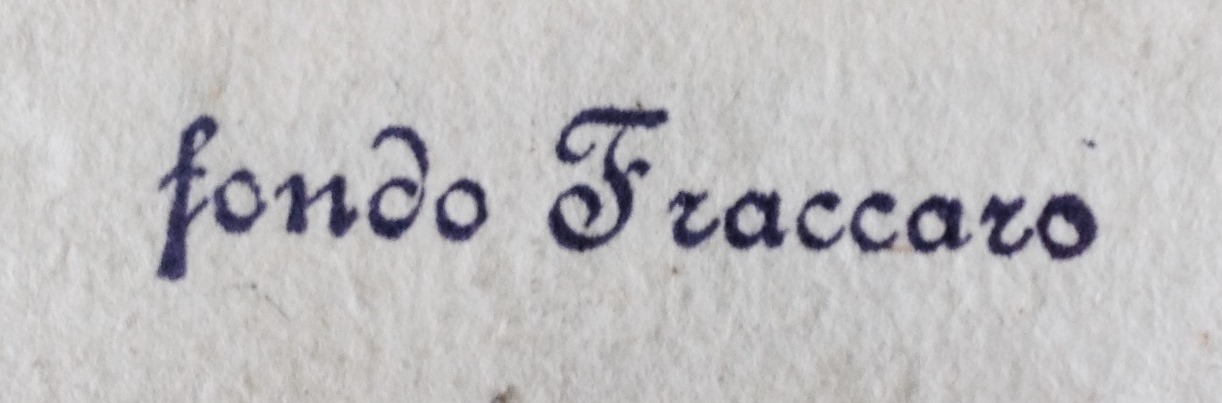
Timbro del Fondo Fraccaro, tipo 2

Alla morte di Fraccaro la sua biblioteca, molto ambita da compratori stranieri per il suo particolare valore scientifico ed antiquario, fu acquistata dall'allora Istituto di storia antica dell'ateneo. Su sollecitazione dell'allora rettore Luigi De Caro, fu stanziato un contributo straordinario di 20 milioni di lire da parte del Ministero della pubblica istruzione, che incaricò formalmente la Sovrintendenza bibliografica per la Lombardia di effettuare un'accurata perizia per confermare l'effettivo valore commerciale della raccolta.

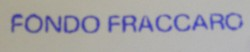
Timbro del Fondo Fraccaro, tipo 3

La relazione della Sovrintendenza sostanzialmente ribadì il pregio della biblioteca, definendola ricca di testi introvabili e fuori commercio, edizioni rarissime o di pregiata veste tipografica, con una “assai importante e quasi unica in Italia collezione di opere di topografia e di cartografia antica”: nel suo complesso essa venne valutata oltre 22 milioni di lire. Dalla stessa relazione si evince che facessero parte della biblioteca di Plinio Fraccaro anche le biblioteche personali di Antonio Cima, professore di lingua e letteratura latina presso l'Università di Padova, di cui Fraccaro era stato allievo, e di Massimo Lenchantin de Gubernatis, titolare della cattedra di lingua e letteratura latina a Pavia tra il 1931 e il 1950.
Data la considerevole mole di materiali, il fondo fu a più riprese smembrato tra diverse biblioteche specialistiche dell'Università, in particolare quelle di storia antica, a cui ne rimasero circa 15.000, e di letteratura greca, latina, italiana e francese.
Sulla base dei quattro identificativi (quattro tipologie di timbri, di cui una presumibilmente apposta dallo studioso), solo recentemente è stato possibile ricostruire virtualmente la genesi e la fisionomia del Fondo, a partire da un nucleo di circa 180 opere elencate nel manoscritto relativo al Catalogo delle opere militari contenute nella biblioteca di Plinio Fraccaro, Bassano.
In particolare, un significativo nucleo di opere di storia locale, che fornisce una preziosa documentazione sulla storia antica soprattutto di area padana, è stato oggetto di un progetto di digitalizzazione dell'Università di Pavia ed è ora liberamente consultabile in rete.
Un'analisi delle note di possesso (note manoscritte, timbri, etichette, ex libris) evidenzia la provenienza di molti volumi dall'alienazione di materiale di scarto da parte di biblioteche pubbliche ed ecclesiastiche, o dalla vendita di prestigiose collezioni private, come per esempio quella di Walter Ashburner (1864-1936), professore di giurisprudenza ad Oxford e cofondatore del British Institute of Florence, di Nicolò e Angelo Papadopoli e di Charles Montagu, primo conte di Halifax.

## Opere
- Studi varroniani. De Gente Populi Romani libri IV, Padova, Draghi, 1907
- Studi sull'età dei Gracchi. Orazioni ed oratori dell'età dei Gracchi, in «Studi storici per l'antichità classica», V, 1912
- Studi sull'età dei Gracchi. La tradizione storica sulla rivoluzione graccana, Città di Castello, Lapi, 1914
- Atlante storico, con Mario Baratta e Luigi Visintin, Novara, De Agostini, 1924-1925 e successive edizioni
- Grande atlante geografico, con Mario Baratta e Luigi Visintin, Novara, De Agostini, 1938 (sezione storica)
- Opuscula, 4 voll., Pavia, Athenaeum, 1956-1975
  - I: Scritti di carattere generale. Studi catoniani. I processi degli Scipioni
  - II: Studi sull'età della rivoluzione romana. Scritti di diritto pubblico. Militaria
  - III: Scritti di topografia e di epigrafia
  - IV: Della guerra presso i Romani
- Relazioni e discorsi degli anni del rettorato (1945-1959), Milano, Cisalpino, 1981